# حکم تأسیسی و حکم امضایی
حکم تأسیسی و حکم امضایی نوعی دسته‌بندی احکام شرعی در فقه اسلامی است. بر اساس این تقسیم‌بندی سنت‌ها و مقرراتی که پیش از اسلام وجود داشته و شارع اسلام نیز آن‌ها را پذیرفته احکام امضایی و احکامی که پیش از اسلام وجود نداشته و شارع برای نخستین بار آن‌ها را وضع کرده حکم تأسیسی نامیده می‌شوند.
اهمیت تمایز احکام تأسیسی و امضایی در این است که شرایط و مفاد حکم تأسیسی را تقریباً تنها از دلایل شرعی می‌توان به دست آورد. اما اگر حکمی امضایی باشد، می‌توان با مطالعهٔ اعتقادات مردم، عرف و نحوهٔ اجرای آن در زمان امضا به نتایجی رسید و به همین جهت انعطاف‌پذیری و اجتهادپذیری بیشتری دارند.
در حقوق نیز این تقسیم‌بندی به این صورت وارد شده که قوانینی که پیش از تصویب توسط مردم رعایت می‌شده‌اند؛ قوانین امضایی و قوانینی که برای اولین بار توسط قانون‌گذار وضع شده‌اند؛ قوانین تأسیسی نامیده می‌شوند.

## حکم تأسیسی
- حکم تأسیسی (ابتدایی): احکامی که شارع اسلام آن را وضع کرده و پیش از آن سابقه‌ای نداشته‌اند.

از احکامی که به عنوان حکم تأسیسی نام برده شده‌اند می‌توان به حجاب، حرمت ورود مشرکان به مسجدالحرام (توبه: ۲۸)، تعیین کعبه به عنوان قبله (بقره: ۱۴۴)، ممنوعیت ربا، حرمت نکاح شِغار، منع ازدواج همزمان یک مرد با دو خواهر (نساء: ۲۳)، خیار مجلس و خیار حیوان، و بیشتر احکام عبادی اشاره کرد.

## حکم امضایی
- حکم امضایی (تأییدی): احکامی که پیش از ظهور اسلام نیز وجود داشته‌اند و اسلام آن‌ها را یا به همان شکل یا با تغییرات و اصلاحات اندکی تأیید و امضا کرده‌است.

در صورتی که تغییرات و اصلاحات شکل قابل ملاحظه‌ای داشته باشد معمولاً آن حکم را تأسیسی محسوب می‌کنند، مانند روزه که پیش از اسلام در برخی ادیان و اجتماعات دیگر از جمله یهودیت نیز وجود داشته اما با توجه به شکل متفاوت روزه در اسلام نسبت به انواع دیگر روزه آن را حکم تأسیسی طبقه‌بندی می‌کنند و همین‌طور حجاب.
از احکامی که به امضایی معروفند نیز می‌توان به اکثر مقررات مربوط به عقود و ایقاعات و معاملات مثل حلیت، بیع، اعتبار عقد ضَمان، اعتبار نکاح و مالکیت خصوصی، حق حِضانت اطفال، اصل لزوم در عقود، اعتبار عقد اجاره، عقد مضاربه، صلح، ختنه، ممنوعیت جنگ در ماه‌های حرام، قاعدهٔ غرور، اصل صحت، دیه، برده‌داری، حجیت و اعتبار اَمارات و پاک‌کنندگی بعضی چیزها اشاره کرد.

### مآخذ
- نوری، سید مسعود. «تأسیسی». دانشنامهٔ جهان اسلام
- محقق داماد، سید مصطفی. قواعد فقه: بخش مدنی (مالکیت - مسئولیت). تهران: مرکز نشر علوم اسلامی، چاپ سیزدهم، ۱۳۸۵، صص ۷–۶، شابک ‎۹۶۴-۶۵۶۷-۲۲-۳